# Kaple svatého Jeronýma (olomoucká radnice)
Kaple svatého Jeronýma se nachází v prvním patře olomoucké radnice, zvenčí je její presbytář snadno rozpoznatelný díky výraznému kamennému arkýři.

## Historie kaple
Kaple sv. Jeronýma vznikla při přestavbě radnice v prvním patře budovy a její výstavba byla ukončena v roce 1488. Později v roku 1491 byla vysvěcena. Kaple byla vystavěna až v období pozdní gotiky, což je ve srovnání s ostatními královskými městy poměrně pozdě, a proto se spekuluje o existenci dřívější kaple sv. Vavřince, která se měla nacházet taktéž v prvním patře při schodišti. Zde se dochoval svorník v podobě beránka, což by nasvědčovalo existenci nějakého sakrálního prostoru. Ovšem co se pramenných zmínek týče, nedochovaly se žádné dokumenty ohledně výstavby nebo vysvěcení této kaple.

## Vnější kamenosochařská výzdoba
Vnější část kaple tvoří tři strany pětibokého presbytáře, který je vysunut z jižní fasády východního křídla radnice v podobě arkýře z kamene, ve výšce dvou pater. Celý arkýř spočívá na ramenou vousatého muže, který je považován za autora stavby. Ve spodní části arkýře je také erb pánů ze Švábenic. Je zde očividná snaha o symetrii. Spodní sokl je členěn přetínanými pruty, na něž navazují čtyři přípory po stranách. V horní části jsou chrliče se zvířecími motivy a bohatě zdobené baldachýny. Nad chrliči jsou tři obdélníková pole, v nichž se nachází kružbový motiv, motiv kosočtverců a motiv půlkružnice doplněné o esovité útvary. V nejvyšší části arkýře je vodorovný pás s vegetabilní výzdobou.

## Vstupní portál
Do kaple se vstupuje novogotickým vstupním portálem s lomeným obloukem z roku 1874. Na dřevěných dveřích s výplňovými kazetami se nachází ornament v podobě tzv. jeptišek, čímž vzniká jakýsi odkaz na kamennou kružbu v oknech na protější straně. Nad dveřmi je tympanon se slepou kamennou kružbou ve tvaru čtyřlistu a s náznakem motivů plaménkové gotiky.

## Interiér
Půdorys lodi kaple má tvar nepravidelného lichoběžníku, na který navazuje pětiúhelníkový závěr. Ten v podobě arkýře se sochařskou výzdobou vystupuje ze zdi východního radničního křídla. Polygonální závěr je od hlavní lodi oddělen vítězným obloukem, v jehož spodní části se nachází nízký parapet.
Klenba lodi kaple je síťová švábského typu. Na výstavbě kaple se totiž významně podílel jistý Zikmund Kalivoda ze Švábenic, který byl duchovním správcem kostela sv. Mořice, do jehož obvodu spadala také správa kaple sv. Jeronýma. Zikmund prodal část svého majetku ve městě a založil mešní nadaci, díky které získal potřebný obnos peněz na konaní pravidelných bohoslužeb pro městskou radu, ale také pro olomoucké vězně. Díky jeho zásluhám mohl také značně ovlivnit výzdobu interiéru. Na vliv Zikmunda Kalivody odkazuje také erb pánů ze Švábenic v podobě rozletité střely (čtyři střely, které jsou spojeny prázdným kruhem a jejich hroty směřují do stran), který se nachází na arkýři.
Síťová klenba je tvořena dvěma pěticemi paralelně vedených žeber. Část žeber vybíhá z konzol, které jsou odsazeny od zdi, aby aspoň zčásti napravily nepravidelnost půdorysu. Naopak žebra směřující k arkýři vybíhají přímo ze stěny o něco výše, než jsou uloženy konzoly. Hlavní diagonálně vedená žebra spočívají na konzolách v podobě staršího a mladšího muže. Předpokládáme, že se jedná o stavitele, který tyto konzoly vytvořil. Obě podobizny mají jakýsi překvapený výraz, který naznačují především pootevřená ústa. Žebra jsou uprostřed kaple spojena svorníkem v podobě orlice, která je dodnes ve znaku města Olomouce. Do kaple vedou dvoukřídlé dřevěné dveře, které jsou vsazeny do gotického vstupního portálu, který je tvořen oblouny s výžlabky a ukončený lomeným obloukem.

## Výmalba kaple
Gotické nástěnné malby, které se nachází v čelech klenebních polí, zobrazují náboženské scény. Na východní stěně je malba Kalvárie a zobrazení Bolestného Krista a sv. Jana Křtitele. V západní části potom sv. Jana Evangelisty na Patmu a v neposlední řadě sv. Jeronýma a Nanebevzetí Panny Marie. Na protilehlé straně arkýře, tedy nad vstupem do kaple byla zhotovena malba Posledního soudu, která měla všem, kdož stáli v čele města a kázali v této kapli připomínat jejich odpovědnost před tváří Boží. Nad vyobrazením Posledního soudu je napsán letopočet 1488, tedy rok, kdy byla kaple dokončena.

## Presbytář
V kněžišti je přiznáno kamenné zdivo, ostatní části kaple jsou omítnuté. Klenba presbytáře je na první pohled propracovanější. Jedná se o mistrovské dílo, které patří k nejpozoruhodnějším architektonickým kreacím pozdní gotiky v zemích České koruny. Žebra vybíhají ze čtyř konzol, které se nachází na pilířích mezi okny. Svazek těchto žeber se směrem vzhůru navzájem kříží (a to už v prostoru mezi okny). Žebra se poté dále rozdvojují. Charakteristické je také vzájemné přetínání dvojic žeber. Ve vrcholu je neukončená hvězda se čtyřmi cípy z kroužené klenby. Tato raná kroužená klenba je považována za jednu z prvních tohoto druhu severně od řeky Dunaj. Na jednotném dojmu prostoru se také podílí propojený motiv každé z okenních kružeb. Na prostředním okně je vytvořena dekorativní srdcová kružba a na postranních oknech se nachází esovité útvary. Okna jsou trojdílná a oddělena od sebe pouze čtyřmi pasy.

## Fotogalerie

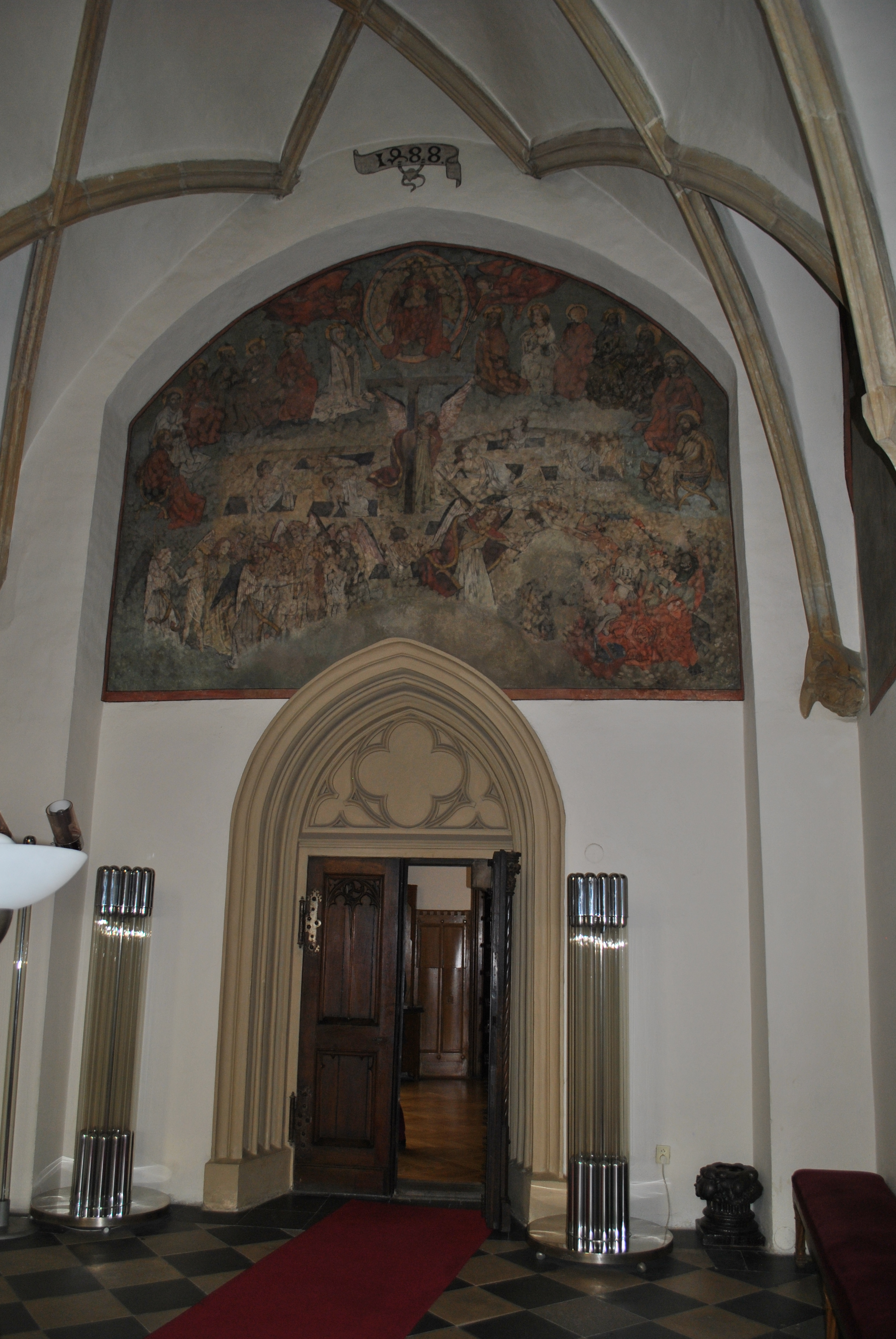
Vstupní gotický portál a malba Posledního soudu
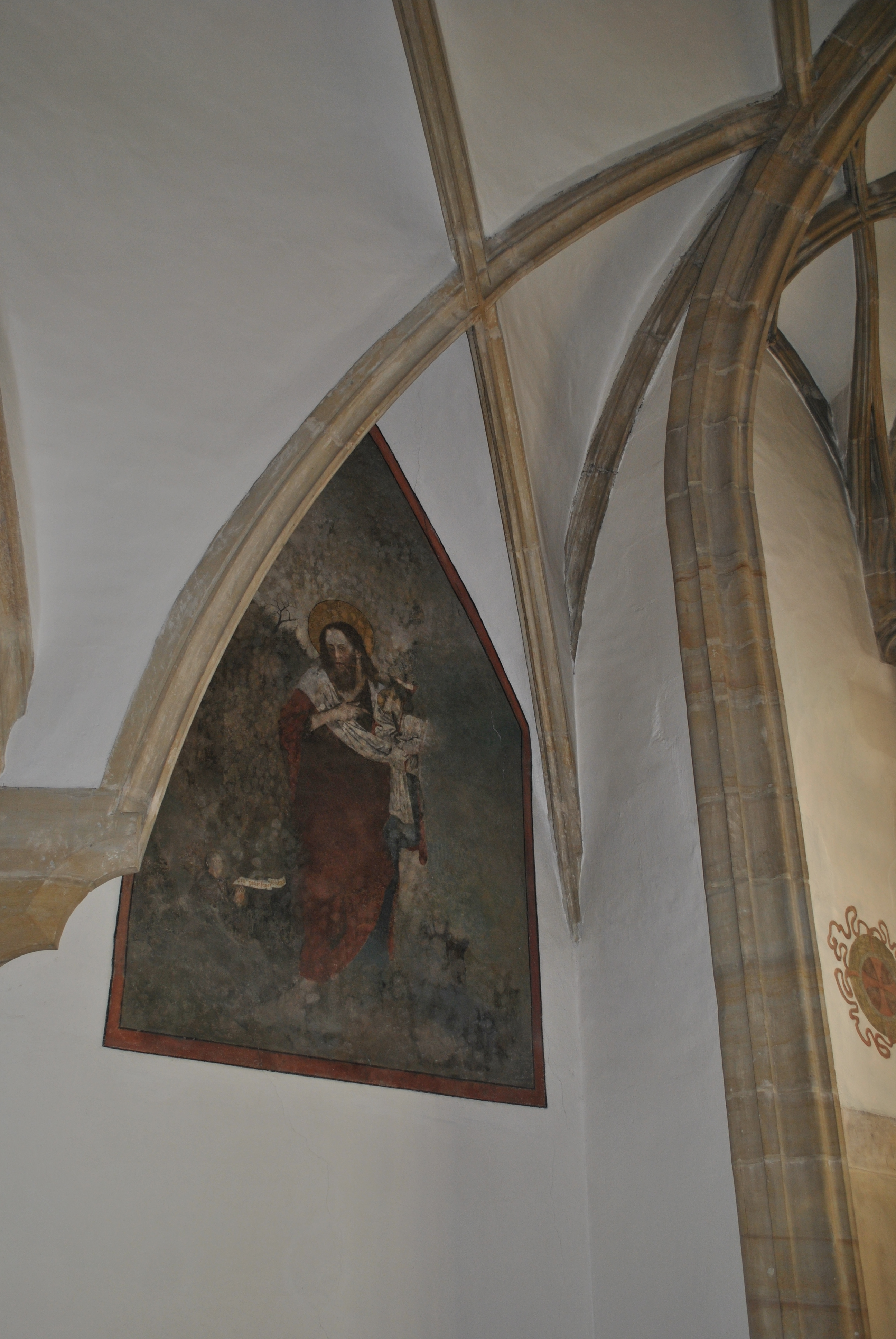
Výmalba kaple sv. Jeronýma: vyobrazen sv. Jan Křtitel
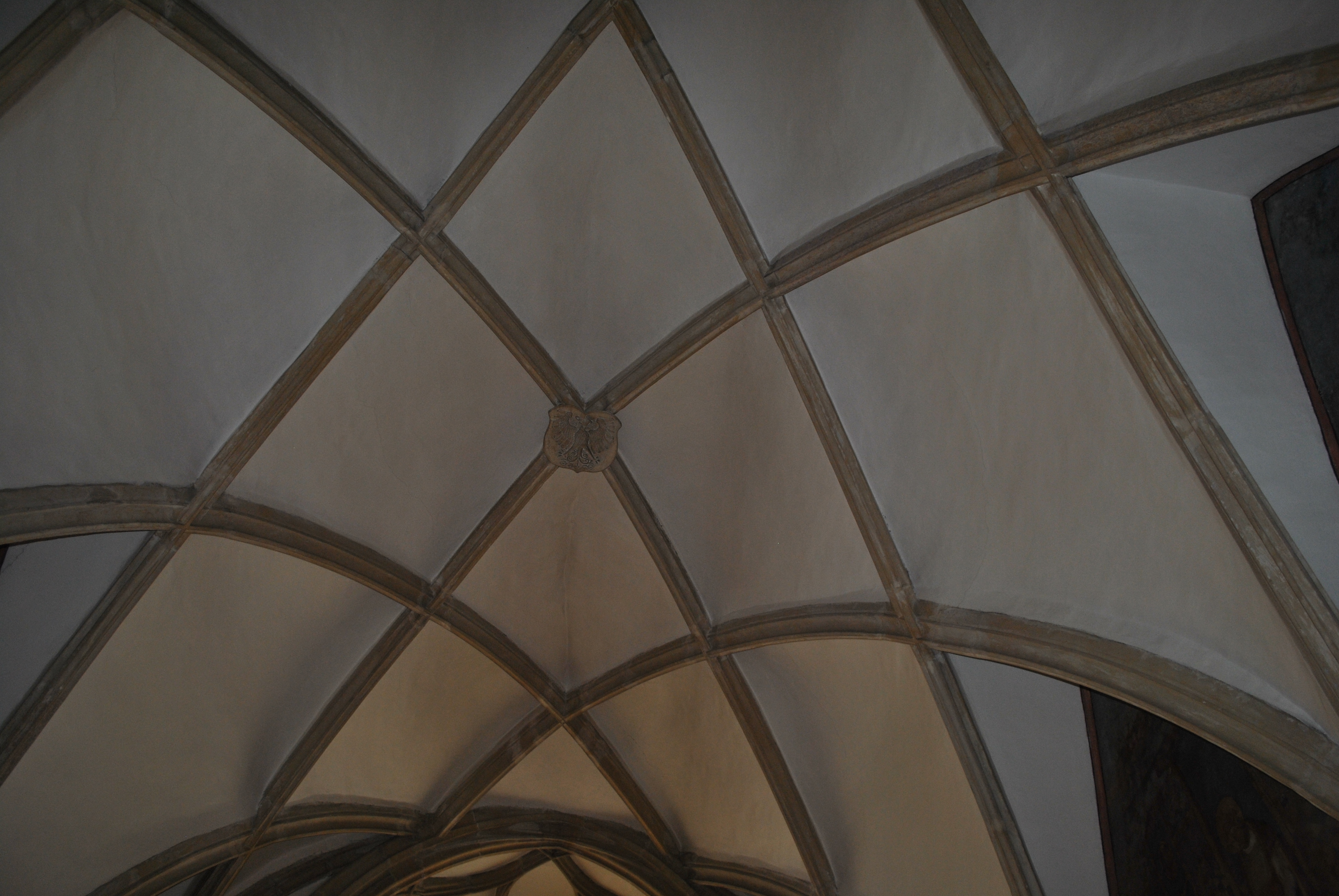
Klenba kaple sv. Jeronýma: síťová klenba švábského typu
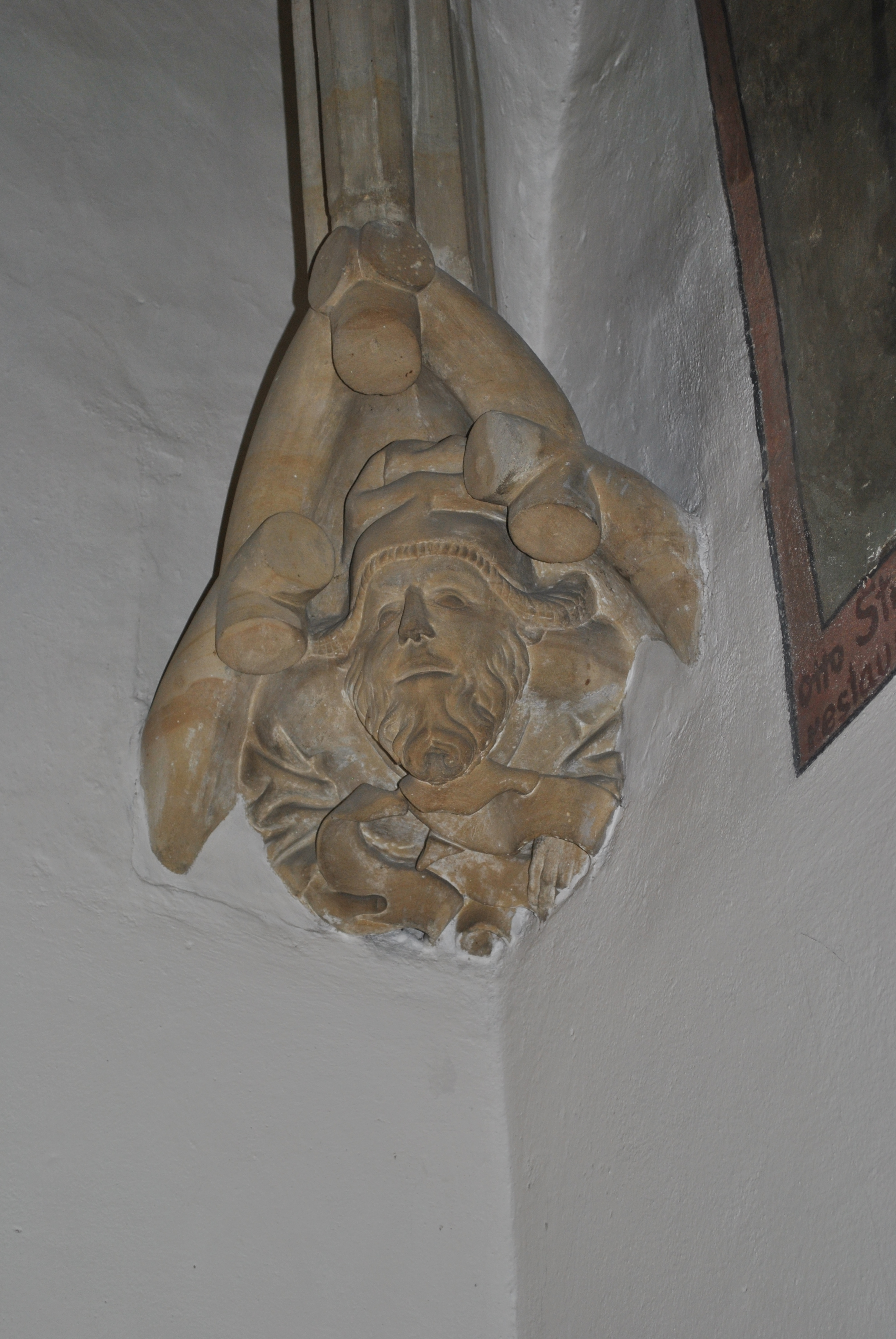
Konzola v podobě vousatého muže v kapli sv. Jeronýma
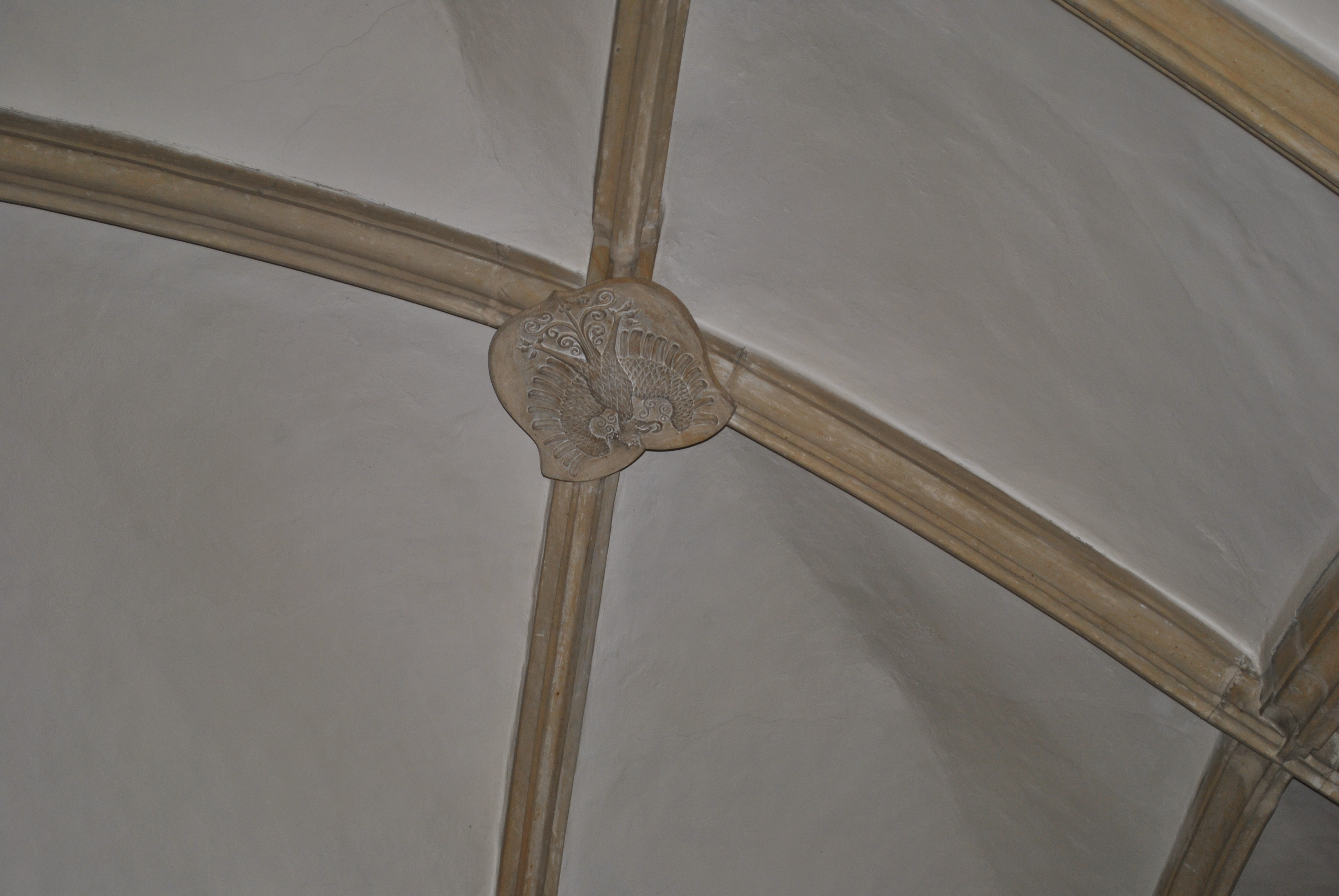
Svorník s motivem orlice ve střední části kaple sv. Jeronýma
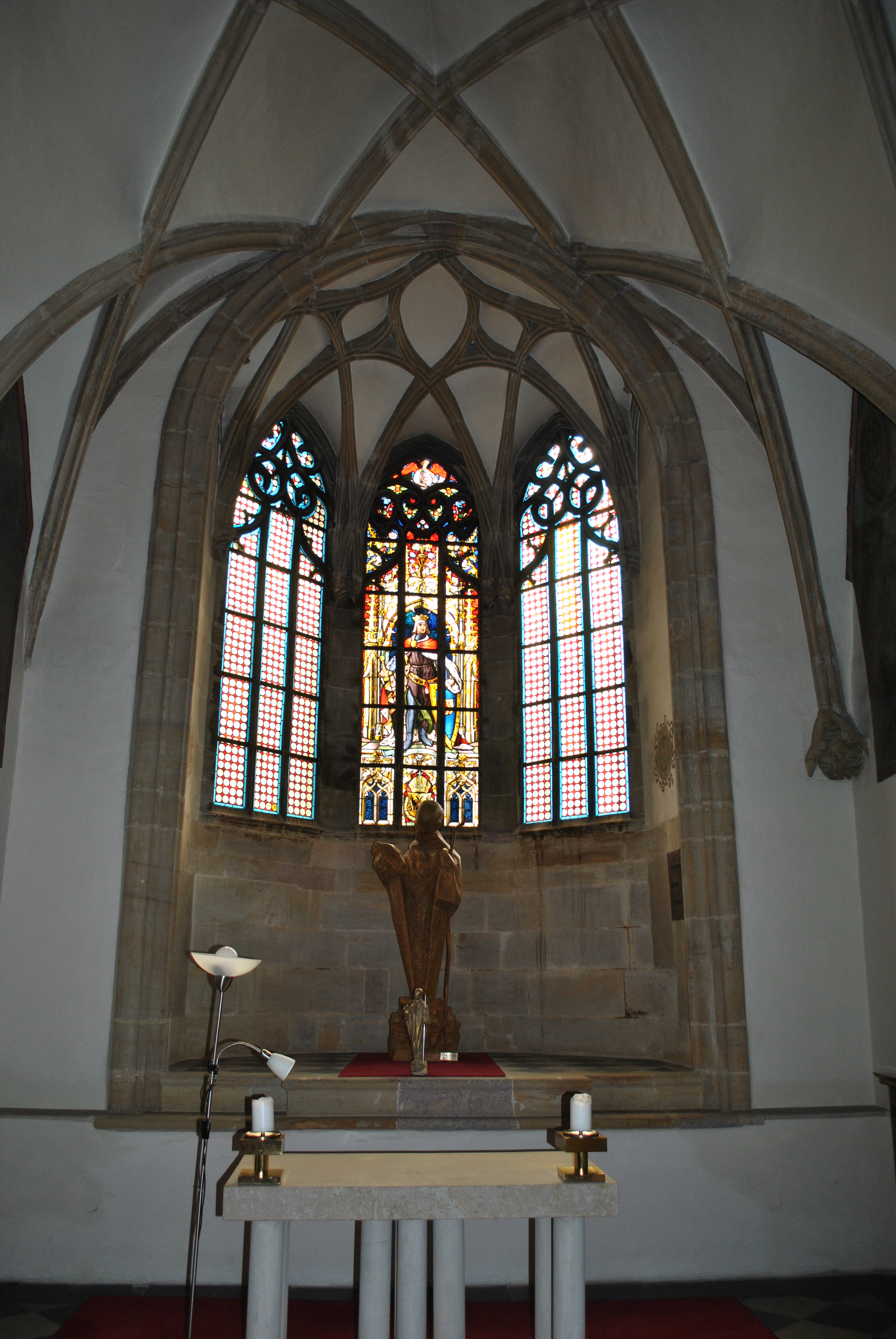
Presbytář s přiznaným kamenným zdivem a krouženou klenbou
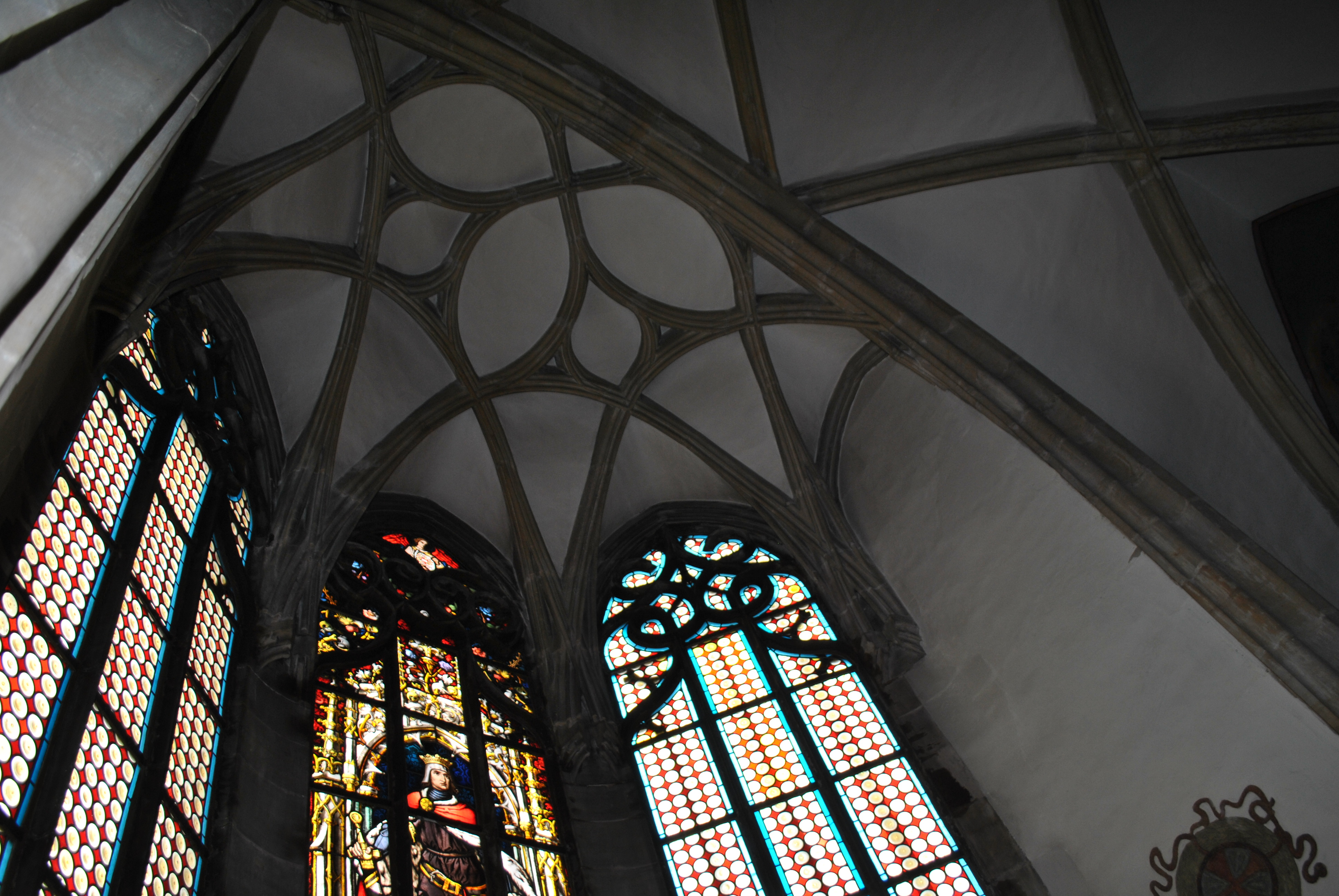
Kroužená klenba v presbytáři vytvářející 4 cípy hvězdice
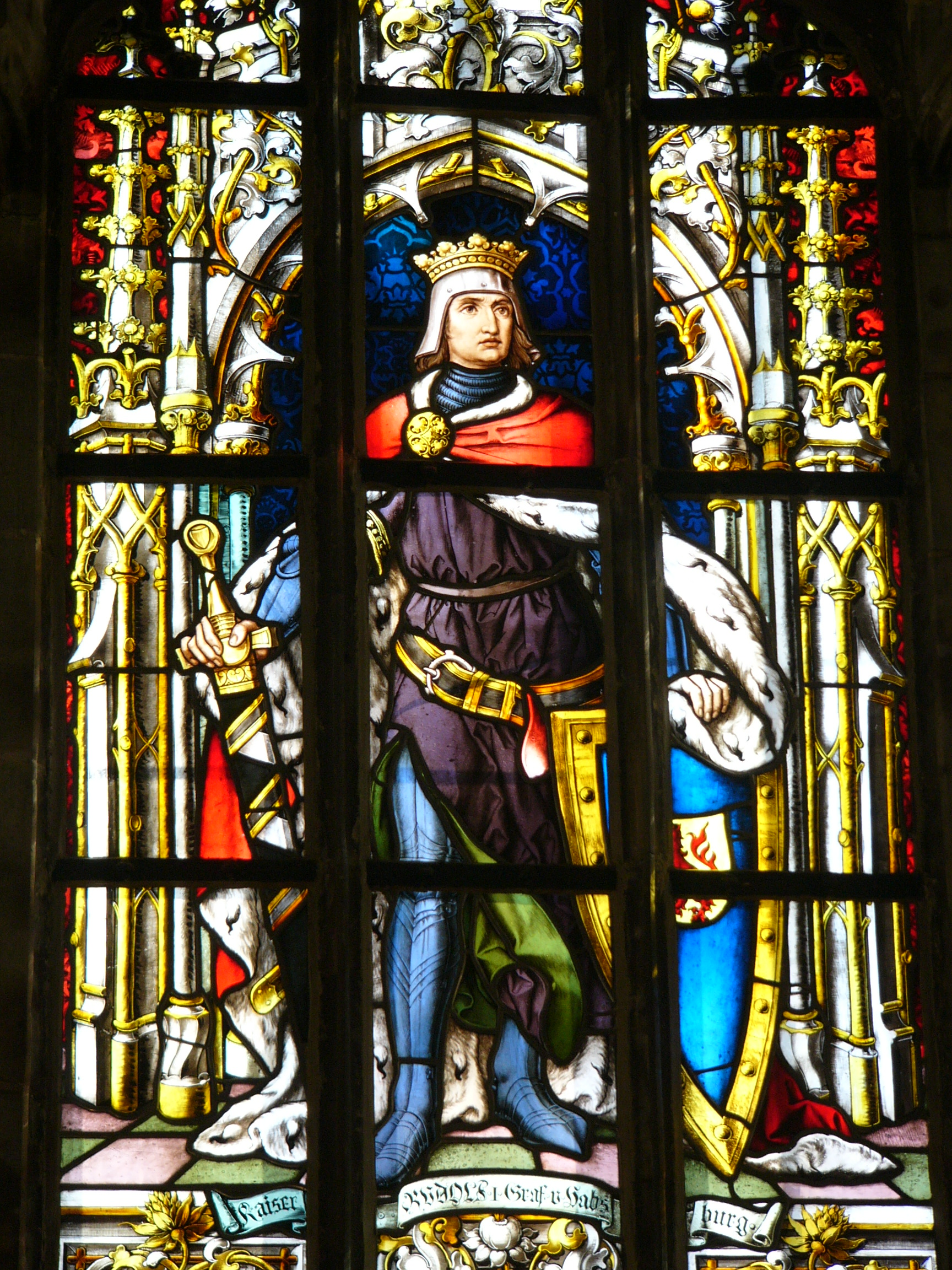
Rudolf I. Habsburský – vitráž okna v kapli sv. Jeronýma
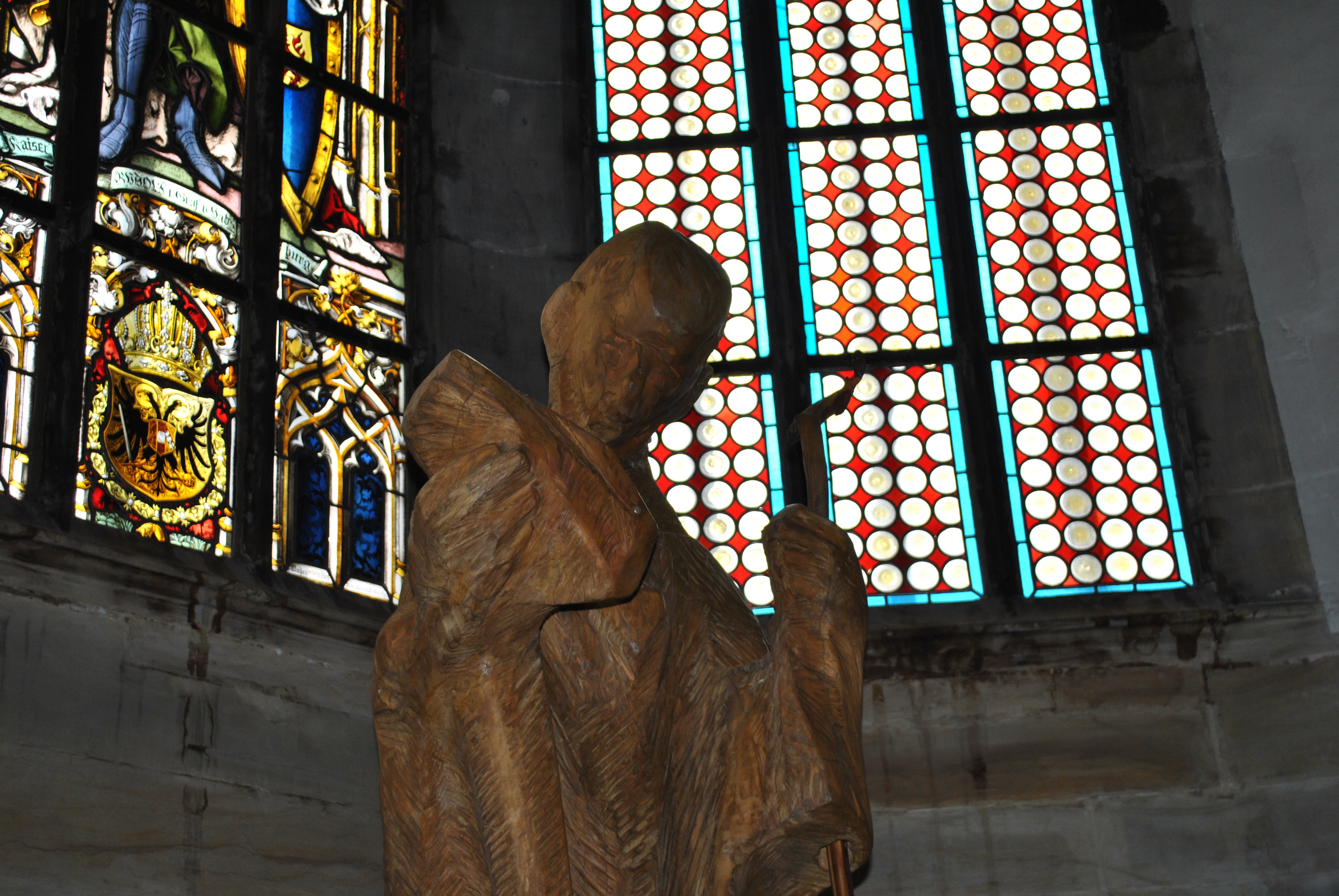
Dřevěná socha sv. Jeronýma